# Adenia cordifolia
Adenia cordifolia är en passionsblomsväxtart som först beskrevs av Carl Ludwig von Blume, och fick sitt nu gällande namn av Adolf Engler. Adenia cordifolia ingår i släktet Adenia och familjen passionsblomsväxter. Inga underarter finns listade i Catalogue of Life.